# Ефремцево (Ярославская область)
Ефремцево — деревня в Глебовском сельском округе Глебовского сельского поселения Рыбинского района Ярославской области .

## География
Деревня расположена в восточной части Глебовского сельского поселения,  на юг от автомобильной дороги с автобусным сообщением Рыбинск—Глебово. Деревня стоит на небольшом поле, в окружении лесов. Примерно в 700 м к северо-востоку от Ефремцево на этой дороге стоит деревня Малая Белева, самый восточный населённый пункт поселения вдоль дороги.  Примерно в 1 км к востоку, за небольшим лесом стоит самая восточная деревня поселения Ольшаки. А примерно в 1 км к западу также за рощей деревня Горки .

## История
Деревня Афремцова указана на плане Генерального межевания Рыбинского уезда 1792 года.

## Население
| 2007 | 2010 |
| ---- | ---- |
| 7    | ↘6   |

## Инфраструктура
Почтовое отделение, расположенное в посёлке Тихменево, обслуживает в деревне Ефремцево 15 домов .